# Pablo Gil
Pablo Gil Sarrión (* 8. října 1988, Murcia) je španělský fotbalový obránce, v současnosti hrající za německý celek FC 08 Villingen. Je schopen nastoupit ve středu nebo na pravém kraji obrany.

## Klubová kariéra
Pablo Gil je odchovancem klubu Albacete Balompié, se kterým vyhrál španělský pohár pro hráče do 19 let.
V roce 2010 přestoupil do Realu Madrid, kde hrál jen za rezervu slavného klubu, která působí ve španělské třetí lize. Když mu v roce 2012 skončila smlouva, přestoupil zadarmo do týmu aktuálního českého mistra - do Sparty Praha.
Na Letné podepsal 12. července 2012 smlouvu na tři roky  a stal se tak prvním španělským hráčem v historii Sparty Praha. Byl to druhý hráč španělské národnosti na soupisce českého prvoligového týmu ročníku 2012/13 Gambrinus ligy, tím prvním byl José Romera z Dukly Praha.
Na pozici pravého obránce bojoval o místo v sestavě s Vlastimilem Vidličkou , několikrát na tomto postu nastoupil i Tomáš Zápotočný. Poté, co Gil v několika zápasech chyboval, trenér Vítězslav Lavička jej přestal pravidelně nasazovat a v zimě 2013 odešel na hostování do Albacete Balompié. Před sezonou 2013/14 se vrátil zpět do Sparty, ale v září 2013 byl poslán na další hostování do třetiligového španělského klubu Caudal Deportivo de Mieres.

## Reprezentační kariéra

### Mládežnické reprezentace
Pablo Gil se zúčastnil se španělskou reprezentací do 19 let mistrovství Evropy hráčů do 19 let konaného v Rakousku v létě 2007. Španělsko postoupilo ze základní skupiny A z prvního místa (5 b.) společně s Řeckem (rovněž 5 b.), v semifinále vyřadilo Francii až na pokutové kopy 4:2 a ve finále se střetlo opět s Řeckem. V základní skupině skončil zápas mezi těmito soupeři bezbrankovou remízou, finálový duel vyhrálo Španělsko 1:0. Pablo Gil odehrál celé utkání, po němž slavil s týmem titul (Španělé obhájili trofej z roku 2006).